# Liste der Landschaftsschutzgebiete in Wuppertal
Die Liste der Landschaftsschutzgebiete in Wuppertal enthält die Landschaftsschutzgebiete der kreisfreien Stadt Wuppertal in Nordrhein-Westfalen.

## Liste
| Bild | Nummer        | Bezeichnung des Gebietes | Fläche in Hektar | WDPA-ID   | Koordinaten | Datum der Verordnung |
| ---- | ------------- | --- | ---------------- | --------- | ----------- | -------------------- |
|      | LSG-4608-0017 | LSG-Asbrucher Bachtal mit Nebentälern nördlich von Katernberg an der Stadtgrenze zu Velbert-Neviges                                 | 6,06             | 555589419 | Position    | 2005                 |
|      | LSG-4608-0018 | LSG-Galgenbusch mit Feuchtbrache an der Freilichtbühne bei Koenigshof nördlich von Katernberg an der Stadtgrenze zu Velbert-Neviges | 3,10             | 555589444 | Position    | 2005                 |
|      | LSG-4608-0019 | LSG-Mühlenbach und Unterlauf des Schevenhofer Bachs im Bereich des Golfplatzes                                                      | 14,15            | 555554690 | Position    | 2005                 |
|      | LSG-4608-0020 | LSG-Buchenmischwald-Komplex Grünental nördlich von Obensiebeneick am Hang des Brunnenbaches nahe der Stadtgrenze zu Velbert-Neviges | 0,75             | 555589433 | Position    | 2005                 |
|      | LSG-4608-0021 | LSG-Siepen nördlich Brunnenhäuschen                                                                                                 | 0,20             | 555554692 | Position    | 2005                 |
|      | LSG-4608-0022 | LSG-Offenland-Komplex südlich vom Ötersbach in Untensiebeneick                                                                      | 11,89            | 555554693 | Position    | 2005                 |
|      | LSG-4608-0023 | LSG-Ibach – Einzugsgebiet nördlich von Dönberg an der Stadtgrenze zu Velbert-Langenberg                                             | 45,65            | 555554694 | Position    | 2005                 |
|      | LSG-4608-100  | LSG-Im Stadtgebiet Wuppertal | 6178,13          |           | Position    | 1975                 |
|      | LSG-4609-0001 | LSG-Buchenwald Hohenholz / Zum Lohbusch nordöstlich von Dönberg                                                                     | 2,38             | 555554709 | Position    | 2005                 |
|      | LSG-4609-0002 | LSG-Königssiepen nordöstlich von Dönberg                                                                                            | 0,39             | 555554710 | Position    | 2005                 |
|      | LSG-4609-0003 | LSG-Mählersbeck-Bachtal mit Kopfweiden in Nächstebreck nördlich von Oberbarmen                                                      | 14,63            | 555554711 | Position    | 2005                 |
|      | LSG-4609-0004 | LSG-Oberes Tal der Junkersbeck | 6,94             | 555554712 | Position    | 2005                 |
|      | LSG-4609-0005 | LSG-Oberes Felderbachtal | 3,78             | 555554713 | Position    | 2005                 |
|      | LSG-4609-0006 | LSG-Grünlandstreifen Kattenbreuken                                                                                                  | 1,13             | 555554714 | Position    | 2005                 |
|      | LSG-4609-0007 | LSG-Kämperbusch und oberes Erlenroder Bachtal östlich von Nächstebreck zwischen der B 51 und der A1                                 | 22,23            | 555589470 | Position    | 2005                 |
|      | LSG-4708-0011 | LSG-Krutscheidter Bachtal westlich von Vohwinkel                                                                                    | 2,03             | 555555064 | Position    | 2005                 |
|      | LSG-4708-0012 | LSG-Obst- /Bauerngarten/kleine Lindenallee an der ehemaligen Zollstation Schöllersheide                                             | 0,45             | 555555065 | Position    | 2005                 |
|      | LSG-4708-0013 | LSG-Aue des Holthauser Bachs mit Streuobstwiesen nördlich von Vohwinkel an der Straße Holthauser Heide                              | 4,17             | 555589426 | Position    | 2005                 |
|      | LSG-4708-0014 | LSG-Steinberger Bachtal und Brucher Bachtal mit Nebentälchen und Obenaprather Buchenwald                                            | 72,75            | 555555067 | Position    | 2005                 |
|      | LSG-4708-0015 | LSG-Eigenbachtal mit Nebentälchen und Obstwiesen                                                                                    | 39,58            | 555555068 | Position    | 2005                 |
|      | LSG-4708-0016 | LSG-Waldbereiche Am Alten Triebel und Triebelsheide mit Quellbereichen und Oberlauf des Schevenhofer Baches                         | 10,57            | 555589599 | Position    | 2005                 |
|      | LSG-4708-0017 | LSG-Mittellauf des Schevenhofer Bachs und Krähenberger Bachtal mit Wald und Weideflaechen                                           | 13,33            | 555555070 | Position    | 2005                 |
|      | LSG-4708-0018 | LSG-Buchenwald mit angrenzenden Feuchtwiesen und Quellbereich des Obenrohleder Baches nördlich des Mirker Hain                      | 7,16             | 555589434 | Position    | 2005                 |
|      | LSG-4708-0019 | LSG-Streuobstwiese mit Bauerngarten nördlich von Uellendahl im Heidacker Bachtal bei Hoflage Schmetzes-Heidacker                    | 0,36             | 555589509 | Position    | 2005                 |
|      | LSG-4708-0020 | LSG-Obstwiesenbestand westlich Hipgendahl                                                                                           | 1,83             | 555555074 | Position    | 1999                 |
|      | LSG-4708-0021 | LSG-Teilbereich des Dahler Bachtales östlich Unterdahl                                                                              | 4,36             | 555555075 | Position    | 1999                 |
|      | LSG-4708-0022 | LSG-Obstgartenbrache zwischen Unter- und Oberdahl                                                                                   | 1,38             | 555555076 | Position    | 1999                 |
|      | LSG-4708-0023 | LSG-Gelpe | 586,75           | 555555077 | Position    | 1999                 |
|      | LSG-4708-0024 | LSG-Waldgürtel um Sudberg/Rheinbachtal/Bruchscheidt                                                                                 | 282,25           | 555555078 | Position    | 2005                 |
|      | LSG-4708-0025 | LSG-Freiflächen zwischen Siedlungsrand und NSG Burgholz                                                                             | 33,51            | 555555079 | Position    | 2005                 |
|      | LSG-4708-0026 | LSG-Vohwinkler Stadtwald/Stackenberger Busch                                                                                        | 18,28            | 555555080 | Position    | 2005                 |
|      | LSG-4708-0027 | LSG-Kaltenbachtal und Kohlfurth | 594,21           | 555589471 | Position    | 2005                 |
|      | LSG-4708-0028 | LSG-Freiflächen zwischen Siedlungsrand von Cronenberg und Waldflächen um Sudberg und Rheinbachtal                                   | 17,50            | 555555082 | Position    | 2005                 |
|      | LSG-4708-0029 | LSG-Freiflächen zwischen Mastweg und Kuchhausen                                                                                     | 50,68            | 555589448 | Position    | 2005                 |
|      | LSG-4708-0030 | Teich mit Gehölzbestand suedöstlich Auf´m Weidfeld                                                                                  | 0,04             | 555589614 | Position    | 1999                 |
|      | LSG-4709-0003 | LSG-Grünland-/Gehölzkomplex mit Nebenbachtälchen der Schellenbeck nördlich von Oberbarmen                                           | 13,62            | 555555087 | Position    | 2005                 |
|      | LSG-4709-0004 | LSG-Obstwiesenbrache südlich der L 419 bei Lichtscheid                                                                              | 0,19             | 555555088 | Position    | 1999                 |
|      | LSG-4709-0005 | LSG-Teilbereich des Heusieper Bachtals südlich der Ortslage Heidt                                                                   | 1,97             | 555555089 | Position    | 1999                 |
|      | LSG-4709-0006 | LSG-Obere Lichtenplatzer Straße | 0,22             | 555555090 | Position    | 2004                 |
|      | LSG-4709-0007 | LSG-Nördlich Böhler Weg | 2,03             | 555555091 | Position    | 2004                 |
|      | LSG-4709-0008 | LSG-Im Lohbachtal/nördlich Kotthausen                                                                                               | 4,56             | 555555092 | Position    | 2004                 |
|      | LSG-4709-0009 | LSG-Südöstlich Sieper Hof | 0,22             | 555555093 | Position    | 2004                 |
|      | LSG-4709-0010 | LSG-Im Hallerbachtal | 2,40             | 555555094 | Position    | 2004                 |
|      | LSG-4709-0011 | LSG-Nördlich der Straße Laaken | 2,33             | 555555095 | Position    | 2004                 |
|      | LSG-4808-0029 | LSG-Freiflaechen um Cronenberg-Sudberg                                                                                              | 72,86            | 555555255 | Position    | 2005                 |
|      | LSG-4808-0030 | LSG-Morsbachtal | 10,73            | 555555256 | Position    | 2005                 |